# 奥野駅
奥野駅（おくのえき）は、かつて千葉県市原郡内田村（現・市原市）奥野にあった、南総鉄道の駅（廃駅）であり、当時の終着駅であった。
当駅から小湊鉄道の鶴舞町駅（現・上総鶴舞駅）まで延伸する計画があったが実現せず、1939年（昭和14年）3月1日、南総鉄道廃線に伴い廃止された。

## 歴史
- 1933年（昭和8年）2月1日：南総鉄道 笠森寺 - 奥野間延伸に伴い開業[1][2]。
- 1939年（昭和14年）3月1日：南総鉄道廃止に伴い廃止[2]。

## 廃止後の現況
2024年（令和6年）11月現在、小湊鉄道バス（茂30系統、茂原駅南口 - 上総鶴舞駅間）が平日に2往復、土休日に1往復のみ運行されているほか、上総鶴舞駅手前の循環器病センターで折り返す系統（茂45）が平日に4往復運行される。

## 隣の駅
南総鉄道
南総鉄道線
稚児関駅 - 奥野駅